# Чатгем (переписна місцевість, Массачусетс)
Чатгем (англ. Chatham) — переписна місцевість (CDP) в США, в окрузі Барнстебел штату Массачусетс. Населення — 1551 особа (2020).

## Географія
Чатгем розташований за координатами 41°40′36″ пн. ш. 69°57′44″ зх. д. / 41.67667° пн. ш. 69.96222° зх. д. (41.676615, -69.962249).  За даними Бюро перепису населення США в 2010 році переписна місцевість мала площу 9,03 км², з яких 6,83 км² — суходіл та 2,20 км² — водойми.

## Демографія
Згідно з переписом 2010 року, у переписній місцевості мешкала 1421 особа в 779 домогосподарствах у складі 396 родин. Густота населення становила 157 осіб/км².  Було 2094 помешкання (232/км²).
Расовий склад населення:
| - 93,5 % — білих - 3,2 % — чорних або афроамериканців - 0,6 % — азіатів - 1,2 % — осіб інших рас |

До двох чи більше рас належало 1,5 %. Частка іспаномовних становила 2,2 % від усіх жителів.
За віковим діапазоном населення розподілялося таким чином: 11,4 % — особи молодші 18 років, 48,6 % — особи у віці 18—64 років, 40,0 % — особи у віці 65 років та старші. Медіана віку мешканця становила 60,4 року. На 100 осіб жіночої статі у переписній місцевості припадало 91,3 чоловіків;  на 100 жінок у віці від 18 років та старших — 88,5 чоловіків також старших 18 років.
Середній дохід на одне домашнє господарство  становив 125 384 долари США (медіана — 50 966), а середній дохід на одну сім'ю — 161 106 доларів (медіана — 88 906). Медіана доходів становила 71 250 доларів для чоловіків та 38 750 доларів для жінок. За межею бідності перебувало 17,0 % осіб, у тому числі 20,9 % дітей у віці до 18 років та 8,5 % осіб у віці 65 років та старших.
Цивільне працевлаштоване населення становило 656 осіб. Основні галузі зайнятості: освіта, охорона здоров'я та соціальна допомога — 23,9 %, роздрібна торгівля — 19,2 %, мистецтво, розваги та відпочинок — 18,6 %.